# Siège de Bouchain (1711)
Pour les articles homonymes, voir Siège de Bouchain.
Guerre de Succession d'Espagne
Batailles
Campagnes de Flandre et du Rhin
- Landau (1702)
- Friedlingen (1702)
- Kehl (1703)
- Ekeren (1703)
- Höchstädt (1703)
- Spire (1703)
- Schellenberg (Donauworth) (1704)
- Blenheim (1704)
- Landau (1704)
- Vieux-Brisach (1704)
- Eliksem (1705)
- Ramillies (1706)
- Stollhofen (1707)
- Cap Béveziers (1707)
- Cap Lizard (1707)
- Audenarde (1708)
- Wynendaele (1708)
- Lille (1708)
- Gand (1708)
- Malplaquet (1709)
- Douai (1710)
- Bouchain (1711)
- Denain (1712)
- Bouchain (1712)
- Douai (1712)
- Landau (1713)
- Fribourg (1713)

Campagnes d'Italie
- Carpi (1701)
- Chiari (1701)
- Crémone (1702)
- Luzzara (1702)
- Verceil (1704)
- Cassano (1705)
- Nice (1705-1706)
- Calcinato (1706)
- Turin (1706)
- Castiglione (1706)
- Toulon (1707)
- Gaeta (1707)
- Cesana (1708)
- Syracuse (1710)

Campagnes d'Espagne et de Portugal
- Cadix (1702)
- Vigo (navale 1702)
- Cap de la Roque (1703)
- Gibraltar (août 1704)
- Ceuta (1704) (es)
- Málaga (1704)
- Gibraltar (1704-1705)
- Marbella (1705)
- Montjuïc (1705)
- Barcelone (1705)
- Badajoz (1705)
- Barcelone (1706)
- Murcie (1706) (es)
- El Albujón (1706) (es)
- Santa Cruz de Ténérife (1706) (en)
- Almansa (1707)
- Xàtiva (1707)
- Ciudad Rodrigo (1707) (en)
- Lérida (1707)
- Tortosa (1708)
- Minorque (1708)
- Gudiña (1709)
- Almenar (1710)
- Saragosse (1710)
- Brihuega (1710)
- Villaviciosa (1710)
- Barcelone (1713-1714)

Campagnes de Hongrie
- Saint-Gotthard (1703) (en)
- Biskupice (1704) (en)
- Smolenice (1704) (en)
- Koroncó (1704) (en)
- Zsibó (1705) (en)
- Saint-Gotthard (1705) (en)
- Trenčín (1708) (en)

Antilles et Amérique du sud
- Santa Marta (1702)
- Guadeloupe (1703)
- Nassau (1703)
- Colonia del Sacramento (1704)
- Carthagène (1708)
- Rio (1710)
- Carthagène (1711)
- Rio (1711)
- Cassard (1712)

Le siège de Bouchain est un conflit militaire de la Guerre de Succession d'Espagne, qui s’est déroulé du 5 août au 12 septembre 1711 à Bouchain, durant la guerre de Succession d'Espagne, et qui s’est soldé par la dernière grande victoire du duc de Marlborough à la tête des troupes de la Grande Alliance.

## Préambule
Après avoir pris l'importante forteresse de Douai l'année précédente l'armée de Marlborough manœuvra sans but précis tout au début de l'été 1711 dans le nord de la France, bloquée par les lignes de défense des Français, constituées par une série massive de travaux de terrain s’étendant de la côte de la Manche à Namur dans les Ardennes belges.
L'armée alliée avait été affaiblie par le retrait de l'armée du prince Eugène envoyé pour couvrir le Rhin supérieur, alors que l'électeur déchu de Bavière tentait de profiter des perturbations causées par la mort de l'empereur Joseph.
Le 6 juillet 1711, Marlborough s’empare de la petite forteresse d'Arleux, juste au nord des lignes de défenses, à l'ouest de Bouchain, à la fois pour interdire son utilisation aux Français, et pour sécuriser l'approvisionnement en eau de Douai, qui pouvait être coupé par la construction d'un barrage sur le canal qui alimentait la ville.
  Le duc est alors pris à contre-pied par Villars et l'armée Française qui reprend Arleux, et les défenses sont rasées par les Français avant qu'ils ne se retirent.
Furieux, Marlborough reprit alors l'initiative en faisant marcher son armée comme pour attaquer les lignes de défense près d'Arras, et y effectuant une reconnaissance le 4 août à la vue de l'armée de couverture de Villars. Dans la nuit, l'armée alliée quitta son campement en laissant ses feux de camp brûler pour tromper les Français, et marcha vers l'est jusqu'à Arleux. À minuit, une troupe commandée par William Cadogan sortit de Douai et traversa les lignes Françaises non gardées et, à 8 heures du matin, l'avant-garde de l'armée principale traversait également les lignes de défenses. Villars, arrivant sur les lieux avec quelques centaines de cavaliers, se rendit compte qu'il avait été déjoué, et bien qu’il ait tenté d'offrir la bataille devant la forêt de Bourlon, Marlborough refusa d'attaquer, la position du maréchal étant plus forte que la sienne. Il s'éloigna donc et tenta d'entraver le siège de Bouchain que venait de commencer Marlborough.

## Le siège
Pour défendre la ville, le gouverneur de Bouchain, de Ravignau, avait environ 5 000 hommes contre l'armée assiégeante de Marlborough, qui était de 30 000 hommes, et l'avantage de l'une des forteresses les plus fortes laissées à la France, entourée par des terres marécageuses situées au confluent de l'Escaut et de la Sensée. En outre, la forte armée de Villars avait pris position à l'ouest du camp allié et avait réussi à ouvrir un lien ténu avec la garnison assiégée.
 Marlborough répondit en utilisant des batteries de canons pour contrer Villars, et utilisa une force d'assaut le 18 août pour couper une fois de plus la communication du maréchal avec Bouchain, et établir un couloir protégé contre les travaux de terrain du camp de siège à son principal port de ravitaillement à Marchiennes sur la Scarpe. 

Les raids fréquents de Villars sur les convois de ravitaillement sur la Scarpe, et vers Douai, n’interrompent pas le siège, et la garnison finit par se rendre et devient prisonnier de guerre le 13 septembre 1711.

## Ordre de bataille
Régiment Français ayant participé à la défense de Bouchain
- Régiment d'Artagnan (1709-1714)
- Régiment de Laonnais
- Régiment de Sennectère (1705-1714)

## Conséquences
Bouchain fut la dernière campagne de Marlborough. 

A la fin de l'année 1711, il est déchu de son poste de capitaine général et de toutes ses autres fonctions. Le commandement de l'armée sur le continent pour la campagne de 1712 fut donné au duc d'Ormonde, et des restrictions strictes furent imposées à sa liberté de mouvement. En particulier, il lui fut interdit d’engager les Français dans une bataille, car les pourparlers de paix anglo-français étaient bien avancés, et l'occasion de s’emparer de Cambrai et de marcher sur Paris, ouverte par les gains de Marlborough l'année précédente, fut abandonnée. 
Avant la fin de cette année 1712, l'armée britannique se retira de l'alliance, laissant les alliés restants, sous le commandement d'Eugène de Savoie, être vaincus à Denain en juillet 1712.
L’année suivante, Bouchain est repris le 19 octobre 1712 par les troupes Françaises commandées par le maréchal Villars, après un siège de 18 jours auquel participèrent :
- Régiment d'Artagnan (1709-1714)
- Régiment d'Artagnan-Montesquiou (1702-1714)
- Régiment d'Aunay
- Régiment d'Aunis (1684-1749)
- Régiment de Beauce (1684-1749)
- Régiment de Beaufort
- Régiment de Bigorre
- Régiment de Bombelles
- Régiment de Brichambaut
- Régiment de Cambrésis (1684-1775)
- Régiment de Galmoy
- Régiment de Guyenne (1684-1762)
- Régiment de La Fare-Soustelle (1702-1714)
- Régiment de La Mothe-d'Hugues
- Régiment des Landes
- Régiment de Laval (1712-1749)
- Régiment de Lorraine (1684-1762)
- Régiment de Luxembourg
- Régiment de Montviel
- Régiment de Nivernais (1684-1753)
- Régiment de Pfiffer (1702-1715)
- Régiment de Santerre
- Régiment de Tournaisis
- Régiment de Vexin (1684-1749)
- Régiment des Vosges